# Deutsche Rallye-Meisterschaft 2007
Die Deutsche Rallye-Meisterschaft 2007 fand zwischen dem 20. April und dem 20. Oktober 2007 auf fünf verschiedenen Rennstrecken statt. Sieger in der Gesamtwertung wurde Hermann Gassner senior vor Lars Mysliwietz und Sandro Wallenwein.  

## Wettbewerbe
| Rallye                                                    | Ergebnis | Fahrer                                       | Marke und Modell        | Gesamtzeit    |
| --------------------------------------------------------- | -------- | -------------------------------------------- | ----------------------- | ------------- |
| ADAC Hessen Rallye Vogelsberg 20.–21. April 2007          | 1.       | Hermann Gassner / Siegfried Schrankl         | Mitsubishi Lancer EVO   | 1 h 18m27,1s  |
| ADAC Hessen Rallye Vogelsberg 20.–21. April 2007          | 2.       | Sandro Wallenwein / Pauli Zeitlhofer         | Subaru Impreza WRX Sti  | + 0m 43,9s    |
| ADAC Hessen Rallye Vogelsberg 20.–21. April 2007          | 3.       | Stefan Schneppenheim / Hans-Joachim Grimberg | Mitsubishi Lancer EVO 8 | + 1m 14,5s    |
|                                                           |          |                                              |                         |               |
| 41. AvD-Sachsen-Rallye 17.–19. Mai 2007                   | 1.       | Maik Stölzel / Thomas Windisch               | Škoda Octavia WRC       | 1 h 16m 05,1s |
| 41. AvD-Sachsen-Rallye 17.–19. Mai 2007                   | 2.       | Sandro Wallenwein / Pauli Zeitlhofer         | Subaru Impreza WRX Sti  | + 0m 04,7s    |
| 41. AvD-Sachsen-Rallye 17.–19. Mai 2007                   | 3.       | Hermann Gassner / Siegfried Schrankl         | Mitsubishi Lancer EVO   | + 0m 12,2s    |
|                                                           |          |                                              |                         |               |
| 37. Internationale ADAC Saarland Rallye 15.–16. Juni 2007 | 1.       | Sandro Wallenwein / Pauli Zeitlhofer         | Subaru Impreza WRX Sti  | 1 h 19m 31,1s |
| 37. Internationale ADAC Saarland Rallye 15.–16. Juni 2007 | 2.       | Hermann Gassner / Siegfried Schrankl         | Mitsubishi Lancer EVO   | + 0m 02,2s    |
| 37. Internationale ADAC Saarland Rallye 15.–16. Juni 2007 | 3.       | Peter Corazza / Mandy Querengässer           | Mitsubishi Lancer EVO   | + 0m 05,9s    |
|                                                           |          |                                              |                         |               |
| ADAC Rallye Deutschland 16.–19. August 2007 (1. Tag)      | 1.       | Tim Stebani / Ferdinand Heindlmeier          | Opel Corsa S 1600       | 1 h 23m 42,6s |
| ADAC Rallye Deutschland 16.–19. August 2007 (1. Tag)      | 2.       | Markus Fahrner / Michael Wenzel              | Opel Corsa S 1600       | + 1m 03,3s    |
| ADAC Rallye Deutschland 16.–19. August 2007 (1. Tag)      | 3.       | Jasper van den Heuvel / Martine Kolman       | Mitsubishi Lancer EVO   | + 1m 18,9s    |
|                                                           |          |                                              |                         |               |
| ADAC Rallye Deutschland 16.–19. August 2007 (2. Tag)      | 1.       | Markus Fahrner / Michael Wenzel              | Opel Corsa S 1600       | 1 h 47m 00,3s |
| ADAC Rallye Deutschland 16.–19. August 2007 (2. Tag)      | 2.       | Jasper van den Heuvel / Martine Kolman       | Mitsubishi Lancer EVO   | + 0m 18,0s    |
| ADAC Rallye Deutschland 16.–19. August 2007 (2. Tag)      | 3.       | Hermann Gassner / Karin Thannhäuser          | Mitsubishi Lancer EVO   | + 0m 35,3s    |
|                                                           |          |                                              |                         |               |
| 8. ADMV-Lausitz-Rallye 18.–20. Oktober 2007               | 1.       | Mads Östberg / Ole Kristian Unnerud          | Subaru Impreza WRC      | 1 h 17m 21,0s |
| 8. ADMV-Lausitz-Rallye 18.–20. Oktober 2007               | 2.       | Matthias Kahle / Christian Doerr             | Škoda Octavia WRC       | + 2m 32,2s    |
| 8. ADMV-Lausitz-Rallye 18.–20. Oktober 2007               | 3.       | Kristian Poulsen / Ole R. Frederiksen        | Škoda Fabia WRC         | + 4m 17,0s    |

## Gesamtstand

### Fahrerwertung
| Pl. | Fahrer                 | Punkte |
| --- | ---------------------- | ------ |
| 1.  | Hermann Gassner senior | 106    |
| 2.  | Lars Mysliwietz        | 92     |
| 3.  | Sandro Wallenwein      | 83     |
| 4.  | Jaakko Keskinen        | 76     |
| 5.  | Florian Auer           | 64     |
| 6.  | Horst Rotter           | 60     |
| 7.  | Hermann Gassner junior | 53     |
| 8.  | Peter Zehetmaier       | 52     |
| 8.  | Carsten Mohe           | 52     |
| 10. | Olaf Dobberkau         | 51     |
| 11. | Peter Corazza          | 48     |
| 11. | Hugo Arellano          | 48     |

| 13. | Patrick Anglade      | 47 |
| 14. | Tim Stebani          | 42 |
| 15. | Daniel Schmidt       | 34 |
| 16. | Markus Moufang       | 32 |
| 17. | Tim Dämgen           | 30 |
| 17. | Rudi Hachenberg      | 30 |
| 19. | Armin Holz           | 25 |
| 20. | Patrik Ottosson      | 22 |
| 21. | Christian Riedemann  | 20 |
| 22. | Sebastian Schwinn    | 19 |
| 23. | Stefan Schneppenheim | 18 |
| 23. | Anton Werner         | 18 |
| 23. | Jan Becker           | 18 |

|     | Thomas Rogoß       | 18 |
| 27. | Thomas Leipold     | 16 |
| 28. | Wolfgang Ehlhardt  | 12 |
| 28. | Yves Lahure        | 12 |
| 30. | Krzysztof Kilka    | 10 |
| 31. | Jörg Axel de Fries | 4  |
| 32. | Janina Depping     | 3  |
| 32. | Ellen Lohr         | 3  |
| 32. | Ronny Amm          | 3  |
| 35. | Jürgen von Gartzen | 2  |
| 36. | Hytönen Kari       | 2  |